# Famille Taddei
Pour les articles homonymes, voir Taddei.

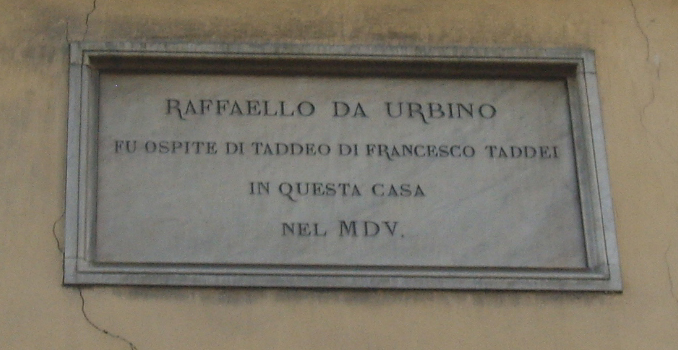
Plaque commémorative du séjour de Raphaël au Palais Taddei (placée par erreur sur le mur voisin du palais Tolomei).

La famille Taddei est une ancienne famille noble de Florence, qui s'y est illustrée aux XVe et XVIe siècles.

## Histoire
Les Taddei sont originaires de Sarzane et sont connus depuis 1380, avec Filippo di Taddeo, gonfalonnier de la compagnie des marchands. Ils étaient marchands de laine et banquiers toscans, partisans et associés des Médicis.[réf. nécessaire]
Entre 1424 et 1525, la famille compte vingt-quatre Gonfalonniers de justice et Prieurs de justice à Florence, dont Antonio Taddei en 1470.
En 1494, le roi Charles VIII nomme chevalier Francesco Antonio Taddei, qui fut « commissaire de camp » à Pise, lors de la traversée de l'Italie par les armées du roi, parties conquérir le royaume de Naples.
Les Taddei sont célèbres pour avoir accueilli Raphaël en 1505.
Une rue de Florence, Via Taddea  porte ce nom en l'honneur de cette ancienne famille, car les Taddei y possédaient plusieurs résidences.[réf. nécessaire]

## Personnalités
Le plus célèbre représentant de la famille Taddei est l'humaniste Taddeo Taddei.

## Armes
Les armoiries de la famille Taddei de Florence sont :
"D'azur, à trois chevrons d'or, chaque branche chargé de trois chevrons de gueules et chacun des chevrons d'or sommé d'un besant du même, au chef parti: a. d'azur à la croix de Jérusalem d'argent, accostée de deux fleurs-de-lis d'or; b. de gueules à la croix retranchée d'argent".